# 佐津川愛美
佐津川 愛美（さつかわ あいみ、1988年8月20日 - ）は、日本の女優。愛称は、さっつん。
静岡県静岡市出身、ホリプロ所属。

## 来歴
14歳の時にスカウトを受けて芸能界入りし、2004年の高校入学と同時に上京。2005年の映画デビュー作『蟬しぐれ』で第48回ブルーリボン賞助演女優賞にノミネート。2007年、映画『腑抜けども、悲しみの愛を見せろ』では、それまでの清楚なイメージを壊す個性的でインパクトのある暗い少女を演じ、第50回同賞の助演女優賞と新人賞の2部門にノミネートされた。

## 人物・エピソード
芸能界には軽い気持ちで入ったこともあり、ドラマや映画など様々なオーディションを受けながらもどこか他人事のように感じ、時には「隣の人が受かればいいのに」などと思っていたこともあったという。しかし映画初出演となった2005年の『蟬しぐれ』では、ヒロインのふくの少女時代を演じ、第48回ブルーリボン賞助演女優賞にノミネートされる。これは本人にとっても転機となった作品であり、完成した映画を見てプロの仕事というものを感じ、役者として真剣に芝居に向き合う覚悟をもったという。
ジュニアオリンピック新体操全国大会に出場経験がある。

## 出演

### 映画
- 蟬しぐれ（2005年10月1日） - ふく（少女時代） 役
- 笑う大天使（2006年7月15日） - 万里小路静 役
- 真夜中の少女たち 「センチメンタルハイウェイ」（2006年8月12日） - 主演・南里子 役
- 海と夕陽と彼女の涙 ストロベリーフィールズ（2006年9月16日） - 主演・夏美 役
- 天まであがれ!!（2007年7月7日） - 溝口楓 役
- 腑抜けども、悲しみの愛を見せろ（2007年7月7日） - 和合清深 役
- 奈緒子（2008年2月16日） - 吉澤結希 役
- 《a》symmetry アシンメトリー（2008年8月2日） - 竹内真由 役
- 春色のスープ（2008年11月8日） - 主演・阿部桃子 役
- 泣きたいときのクスリ（2009年1月10日） - 綾 役
- 鈍獣（2009年5月16日） - ノラ 役
- 悪夢のエレベーター（2009年10月10日） - 愛敬カオル 役
- 宮城野（2009年10月27日） - おかよ 役
- 渋谷（2010年1月9日） - 主演・ユリカ 役
- 神様ヘルプ!（2010年8月7日） - 木下奈緒 役[9]
- nude（2010年9月18日） - 河井さやか 役
- 命を弄ぶ男ふたり[注 2]（2011年3月26日） - 国富遥 役
- 電人ザボーガー（2011年10月15日） - AKIKO 役
- 忍道-SHINOBIDO-（2012年2月4日） - 主演・お甲（澄乃） 役
- 幸運の壺 Good Fortune（2012年2月25日） - 袴田エリカ 役
- トリハダ-劇場版- 「理想と現実の相違から生まれる闇」（2012年9月13日） - 吉川葉子 役
  - トリハダ-劇場版2- 「負け組の嫉妬と共通の思惑」（2014年9月20日） - アン 役
- 恋に至る病（2012年10月13日） - エン 役
- 横道世之介（2013年2月23日） - 戸井睦美 役
- 俺俺（2013年5月25日） - 若い女性客 役
- 空飛ぶ金魚と世界のひみつ（2013年9月28日） - 小林天音 役
- 埼玉家族 「ライフワーク」（2013年10月12日） - リコ 役
- 俺たちの明日（2014年4月5日） - 原心愛 役[10]
- クジラのいた夏（2014年5月3日） - 弓子 役[11]
- キカイダー REBOOT（2014年5月24日） - ヒロイン・光明寺ミツコ 役[12]
- ガキ☆ロック（2014年6月28日） - ヒロイン・蝶々 役
- 惑星ミズサ（2014年10月18日） - 主演・ミズサ 役[13]
- グラスホッパー（2015年11月7日） - メッシュの女 役
- ヒメアノ〜ル（2016年5月28日） - ヒロイン・阿部ユカ 役[14]
- 貞子vs伽椰子（2016年6月18日） - 上野夏美 役[15]
- 全員、片想い 「片想いスパイラル」（2016年7月2日） - 南野ユキ 役[16]
- だれかの木琴（2016年9月10日） - 真藤唯 役[17][18]
- 恋妻家宮本（2017年1月28日） - 宮本優美 役
- 逆光の頃（2017年7月8日） - 赤田五月 役[19]
- ユリゴコロ（2017年9月23日） - みつ子 役[20]
- ポンチョに夜明けの風はらませて（2017年10月28日） - 愛 役[21]
- リベンジgirl（2017年12月23日） - 百瀬凜子 役[22]
- 星めぐりの町（2018年1月27日） - 土門まき 役[23]
- 生きる街（2018年3月3日） - 野田香苗 役[24]
- ゼニガタ（2018年5月26日） - 早乙女珠 役[25]
- デイアンドナイト（2019年1月26日） - 友梨佳 役[26]
- ラ（2019年4月5日） - 助産師 役[27]
- コンフィデンスマンJP -ロマンス編-（2019年5月17日） - 矢島理花 役[28]
- くらやみ祭の小川さん（2019年10月25日）[29] - 美沙 役
- 殺さない彼と死なない彼女（2019年11月15日） - きゃぴ子の母 役[30]
- おかえり ただいま（2020年9月19日） - 磯谷利恵 役[31]
- ECTO（2020年公開予定）
- タイトル、拒絶（2020年11月13日） - アツコ 役
- 鳩の撃退法 (2021年8月27日) - 幸地奈々美 役
- 科捜研の女 -劇場版-（2021年9月4日） - 秦美穂子 役
- 明け方の若者たち（2021年12月31日、パルコ） - ミカ 役[32][33]
- 蜜月（2022年3月25日に公開予定だったが[34]、監督の榊英雄の性加害問題を受け[35][36]、公開中止となった[37]） - 主演・美月 役[38]
- 妖怪シェアハウス -白馬の王子様じゃなかったん怪-（2022年6月17日、豊島圭介監督） - 井戸端菊 / お菊 役
- 追想ジャーニー（2022年11月11日、セブンフィルム） - くるみ 役[39]
- アナログ（2023年10月6日） - 山下香織 役[40]
- 毒娘（2024年4月5日） - 主演・深瀬萩乃 役[41][42][43]
- バジーノイズ（2024年5月3日） - 亜弓 役[44]
- かくしごと（2024年6月7日） - 野々村久江 役[45][46]

### 短編映画
- カクレ鬼（2009年6月7日[注 3]） - 主演・葵 役
- ミステルロココ（2010年6月13日[注 4]） - 主演・ユリ 役
- デブデカ（2010年7月1日[注 5]） - 主演・女子デカ 役
- SLEEPING MAN（2010年7月1日[注 6]） - 主演・長女 役
- 新しい戦争を始めよう（2012年3月21日[注 7]） - 竹内千尋 役
- 君へのビデオレター（2018年3月13日） - 美由紀 役[47]
- ウタモノガタリ-CINEMA FIGHTERS project- 「Our Birthday」（2018年6月22日） - 新城梨香 役[48]
- もぎりさん（2018年7月13日 - 12月31日）[49]
- もぎりさん session2（2019年8月2日 - 11月14日）

### テレビドラマ
- ほんとにあった怖い話 夏の特別編2004 「ひとりぼっちの少女」（2004年9月7日、フジテレビ） - 主演・橘真希 役[50]
- がんばっていきまっしょい（2005年7月5日 - 9月13日、関西テレビ） - 中崎敦子（ヒメ） 役[6]
- ブレスト〜女子高生、10億円の賭け!（2006年1月8日、テレビ朝日） - 小林雛子 役
- トゥルーラブ（2006年1月9日、フジテレビ） - 高山ゆかり 役
- ギャルサー（2006年4月15日 - 6月24日、日本テレビ） - シズカ 役
- 春 君に届く（2006年5月6日、読売テレビ） - 主演・鮎川結衣 役
- 花嫁とパパ（2007年4月10日 - 6月26日、フジテレビ） - 岡部真弓 役
- 病院のチカラ〜星空ホスピタル〜 第5回 - 第6回（2007年5月5日 - 5月12日、NHK） - 中川陽子 役
- トリハダ2〜夜ふかしのあなたにゾクッとする話を 「ネック」（2007年9月27日、フジテレビ） - 主演・森田洋子 役
  - トリハダ4〜夜ふかしのあなたにゾクッとする話を 第6話 「誰もが持つ恐ろしい人間の本性」（2008年10月9日、フジテレビ） - 主演・ケイコ 役
- 蒼い瞳とニュアージュ（2007年11月25日、WOWOW） - 緒方麻美 役
- 誰かが嘘をついている（2009年10月6日、フジテレビ） - 持田舞 役
- ニュース速報は流れた（2009年11月18日 - 2010年4月21日、フジテレビNEXT） - 内田明恵 役
- 蛇のひと（2010年3月7日、WOWOW） - 里中の妻 役[注 8][51]
- トラブルマン（2010年4月9日 - 7月9日、テレビ東京） - 池脇夕子 役
- 四十九日のレシピ 第4回（2011年3月8日、NHK） - 須藤美佳 役
- 四つ葉神社ウラ稼業 失恋保険〜告らせ屋〜 第3話（2011年4月21日、読売テレビ） - 志水千穂 役
- 新選組血風録 第7回 「胡沙笛を吹く武士」（2011年5月15日、NHK BSプレミアム） - 小つる 役
- 王様の家（2011年10月12日 - 12月14日、BS朝日） - 平井有沙 役
  - スペシャルドラマ 王様の家（2013年9月23日）
- Life Again〜再生〜 第1話 「温泉兄妹」[注 9]（2011年11月22日、テレビ静岡） - 主演
- 開拓者たち（2012年1月1日 - 1月22日、NHK BSプレミアム） - 恵子 役
- 本日は大安なり（2012年1月10日 - 3月13日、NHK） - 岩倉千波 役
- 最後から二番目の恋（2012年1月12日 - 3月22日、フジテレビ） - 大橋（長倉）知美 役
  - 最後から二番目の恋 2012秋（2012年11月2日）
  - 続・最後から二番目の恋（2014年4月17日 - 6月26日）[52]
  - 続・続・最後から二番目の恋（2025年4月14日 - 6月23日）[53][54]
- Dr.検事モロハシ（2012年3月23日、フジテレビ） - 大塚明日香 役
- NHK連続テレビ小説
  - 梅ちゃん先生 第76回 - 第98回（2012年6月28日 - 7月24日、NHK） - 宮田咲江 役
  - スカーレット（2019年） - 泉田あき子 役
  - ちむどんどん（2022年） - 猪野清恵 役[55]
- 黒い十人の黒木瞳。 「黒いアカスリ女」（2012年9月9日、NHK BSプレミアム）
- 親父がくれた秘密〜下荒井5兄弟の帰郷〜（2012年9月12日、テレビ東京） - 片山郁代 役
- ゴーイング マイ ホーム 第1話（2012年10月9日、関西テレビ） - 松谷真乃 役
- MONSTERS 第8話（2012年12月9日、TBS） - 高林佳菜 役
- 孤独のグルメ Season2 第11話（2012年12月19日、テレビ東京） - 女性店員A 役
- ATARUスペシャル〜ニューヨークからの挑戦状!!〜（2013年1月6日、TBS） - 笹井純子 役
- たべものがたり 彼女のこんだて帖 第3回 - 第5回（2013年2月24日 - 4月14日、NHK BSプレミアム） - 円山知香子 役
- 最終特快（2013年3月21日、NHK） - 木村春菜 役
- クロユリ団地〜序章〜 episode1 - episode2（2013年4月9日 - 16日、TBS） - 倉本葉子 役
- 世にも奇妙な物語'13 春の特別編 「呪web」（2013年5月11日、フジテレビ） - 河村恭子 役
- 激流〜私を憶えていますか?〜（2013年6月25日 - 8月13日、NHK） - 桑野留美 役
- 緒方貞子 戦争が終わらない この世界で（2013年8月17日、NHK） - 緒方貞子（女子大生時代） 役
- 花の鎖（2013年9月17日、フジテレビ） - 北神希美子 役
- 鍵のない夢を見る 第4夜 「仁志野町の泥棒」（2013年9月22日、WOWOW） - 水上律子 役
- 実験刑事トトリ2 第4回（2013年11月2日、NHK） - 一佳澄（にのまえ かすみ） 役
- 恋愛ドラマをもう一度 前編・後編（2013年11月23日・12月7日、女性チャンネルLaLaTV） - 須藤美咲 役
- 死刑台の72時間（2013年11月26日・12月3日、NHK BSプレミアム） - 松原ゆか 役
- 劇作家・井上ひさし 誕生の物語（2013年12月15日、NHK BSプレミアム） - 井上麻矢 / 樋口一葉 役
- レディレディ〜トイレで泣いたこと、ありますか?〜（2013年12月22日、中京テレビ） - 片山望 役
- 鼠、江戸を疾る 第4話（2014年1月30日、NHK） - お園 役
- 犯罪心理学教授・兼坂守の捜査ファイル（2014年2月15日、朝日放送） - 河原みのり 役[56]
  - 犯罪心理学教授・兼坂守の捜査ファイル2（2015年7月11日）
- 女はそれを許さない 第6話（2014年11月25日、TBS） - 高橋真奈美 役
- DOCTORS3 最強の名医 第1話（2015年1月8日、テレビ朝日） - 平林芙美江 役
- 保育探偵25時〜花咲慎一郎は眠れない!!〜 第3話（2015年1月30日、テレビ東京） - 朝日由美子 役
- その男、意識高い系。 第2話 - 最終話（2015年3月10日 - 4月21日、NHK BSプレミアム） - 大鈴木マリア 役
- 恋愛時代（2015年4月2日 - 6月18日、読売テレビ） - 小笠原かすみ 役
- 刑事7人 第2話（2015年7月22日、テレビ朝日） - 香田正美 役
- ホテルコンシェルジュ 第4話（2015年7月28日、TBS） - 後藤愛理 役
- 37.5℃の涙 第7話（2015年8月20日、TBS） - 安西泉美 役
- 俺たちがプロポーズ出来ないのには、3つの理由しかなくてだな エピソード2 「NOのサインを勝手に読み取ってしまう。」（2015年9月20日、BSスカパー!） - エミ 役
- 私たちがプロポーズされないのには、101の理由があってだな シーズン2 第6話（2015年10月7日、LaLa TV） - 美織 役
- 刑事吉永誠一 涙の事件簿13（2016年1月6日、テレビ東京） - 宇津木愛 役
- 山本周五郎人情時代劇 第8話 「あだこ」（2016年1月12日、BSジャパン） - あだこ（いそ） 役
- ナイトヒーロー NAOTO 第7話（2016年6月3日、テレビ東京） - ユミ 役
- 朝が来る（2016年6月4日 - 7月30日、東海テレビ） - 後藤香澄 役
- 居酒屋もへじ（TBS） - 糸井菜穂 役
  - 第5段 〜母という字〜（2016年6月27日）
  - 第6段 〜ありがとう父ちゃん〜（2017年8月28日）
- 侠飯〜おとこめし〜 第7話（2016年9月3日、テレビ東京） - 森ナミ 役
- 戦国のへ〜、ほ〜 素朴な疑問を解決！（2017年1月3日、NHK） - 千代 役
- 京都人の密かな愉しみ 桜散る 「逢瀬の桜」（2017年5月13日、NHK BSプレミアム） - 深山春霞 役
- りんごとミカン（2017年6月3日、長野朝日放送/愛媛朝日テレビ） - 門倉紗英 役
- フリンジマン〜愛人の作り方教えます〜 第5話 - 第7話（2017年11月4日 - 18日、テレビ東京） - 川上ミエ 役[57]
- ぼくは愛を証明しようと思う。（2017年12月28日、テレビ朝日） - 藤森直子 役[58]
- オーファン・ブラック〜七つの遺伝子〜 第5話 - 第8話（2018年1月6日 - 27日、東海テレビ） - 荒井愛子 役
- イノセント・デイズ 第1話（2018年3月18日、WOWOW） - 野田ヒカル 役[59]
- ラブリラン（2018年4月5日 - 6月8日、読売テレビ） - 宇野友美 役[60]
- コンフィデンスマンJP 第7話（2018年5月21日、フジテレビ） - 矢島理花 役[61]
- 名探偵コジン〜突然コマーシャルドラマ〜（2018年6月21日、フジテレビ） - 間宮紗良 役[62][63]
- グッド・バイ（2018年7月15日 - 9月30日、テレビ大阪） - りりこ 役[64]
- 結婚相手は抽選で（2018年10月6日 - 11月24日、東海テレビ） - 鈴掛好美 役[65]
- プリティが多すぎる（2018年10月19日 - 12月21日、日本テレビ） - 佐藤利緒 役[66]
- 相棒 season17 第8話（2018年12月5日、テレビ朝日） - 川村里美 役[67]
- Home 〜闇サイト事件・娘の贈りもの〜（2018年12月25日、東海テレビ） - 磯谷利恵 役[68]
- モンローが死んだ日（2019年1月6日 - 1月27日、NHK BSプレミアム） - 高橋美緒 役[69]
- 家売るオンナの逆襲 第7話（2019年2月20日、日本テレビ） - 宇佐美サキ 役[70]
- サイン-法医学者 柚木貴志の事件-（2019年7月11日 - 9月12日、テレビ朝日） - 春日美晴 役[71]
- ポイズンドーター・ホーリーマザー 第4話・最終話（2019年7月27日・8月10日、WOWOW） - 寺崎有紗（旧姓） 役[72]
- W県警の悲劇 第2話（2019年8月3日、BSテレ東） - 葛城千紗 役[73]
- 八つ墓村（2019年10月12日、NHK BSプレミアム） - 駐在の妻 役[74]
- 赤ひげ2（2019年11月1日 - 12月20日、NHK BSプレミアム） - およね 役[75]
- おっさんずラブ-in the sky-（2019年11月2日 - 12月21日、テレビ朝日） - 橘緋夏 役[76]
- 知らなくていいコト 第6話（2020年2月12日、日本テレビ） - 吉澤文香 役
- アライブ がん専門医のカルテ 最終話（2020年3月19日、フジテレビ） - 橘麗奈 役
- ダブルブッキング（2020年6月28日、日本テレビ） - 彩 役[77][78][79][80][81]
- 妖怪シェアハウス 第2話（2020年8月8日、テレビ朝日） - お菊 役[82]
- 竹内涼真の撮休 第4話（2020年11月28日、WOWOWプライム） - 優菜 役[83]
- ゲキカラドウ 第4話（2021年1月28日、テレビ東京） - 高宮まり子 役[84]
- イチケイのカラス 第3話（2021年4月19日、フジテレビ） - 野上奈緒 役[85]
- 科捜研の女Season21 第2話（2021年10月28日、テレビ朝日） - 秦美穂子 役[86]
- ミステリと言う勿れ 第1-3話（2022年1月10日 - 1月24日、フジテレビ） - 柏めぐみ 役
- 婚活探偵 第2話（2022年1月15日、BSテレ東） - 稲田明歩 役[87]
- 遺留捜査 第7シリーズ 第1話（2022年7月14日、テレビ朝日） - 星野菜美 役[88]
- 定年オヤジ改造計画（2022年7月25日、NHK BSプレミアム、BS4K） - 庄司麻衣 役[89][90]
- 夫婦円満レシピ〜交換しない?一晩だけ〜（2022年10月6日 - 12月22日、テレビ東京） - 主演・仁科志保 役[91]
- ドロップ（2023年6月2日 - 8月4日、WOWOW） - 信濃川ユカ 役[92]
- シッコウ!!〜犬と私と執行官〜 最終話（2023年9月12日、テレビ朝日） - 興津凪咲 役[93]
- 大奥 Season2（2023年10月3日 - 31日、NHK総合） ｰ お志賀の方 役[94]
- 家政夫のミタゾノ 第6シリーズ 第4話（2023年10月31日、テレビ朝日） - 天宮麗美 役[95][96]
- Tokyo Woman（2023年11月7日 - 10日、フジテレビ） - 主演・宮田真紀子 役（りょうとダブル主演）[97]
- サブスク不倫（2023年11月10日 - 12月15日、毎日放送） - 主演・鳥山未知留 役[98]
- 正直不動産2 第3話（2024年1月23日、NHK総合） - 岡田美玖 役
- 約束 〜16年目の真実〜（2024年4月11日 - 6月13日、読売テレビ・日本テレビ） - 尾藤恵 役[99]
- しょせん他人事ですから 〜とある弁護士の本音の仕事 第5話（2024年8月23日、テレビ東京） - 黒川知代 役[100]
- 新宿野戦病院 第9話（2024年8月28日、フジテレビ） - 星崎菜々 役[101]
- モンスター 第3話（2024年10月28日、関西テレビ・フジテレビ系） - 五条亜佐美 役[102]
- 秘密〜THE TOP SECRET〜 第3話・第4話・第9話・第10話（2025年2月10日・17日・3月24日・31日、関西テレビ・フジテレビ） - 倉辻和歌子 役[103]
- キスでふさいで、バレないで。 第5 - 6話（2025年3月4日・11日、読売テレビ） - 織部洋子 役[104]
- 記憶捜査SP3 新宿東署事件ファイル（2025年3月10日、テレビ東京）[105] - 臼井裕美 役

### Web・配信ドラマ
- Sea of Dreams Dream 3 「将来の脇役」（2006年、東京ディズニーシー5周年記念Webシネマ） - 倉島美紀 役
- 100シーンの恋 Vol.3 「夏の日の恋、二人の約束〜水泳編〜」（2009年、携帯配信ドラマ） - 秋山千佳 役
- 白百合兄弟のハンサムな食卓（2009年、携帯配信ドラマ） - 甘栗弥栄子 役
- にゃんたび（NOTTV） - 語り
  - 1 鞆の浦（2015年5月17日）
  - 2 尾道・百島（2015年5月24日）
- フィルムの記憶[106]（2015年9月22日、テレパックチャンネル） - ユリ 役
- 民王 番外編 秘書貝原と6人の怪しい客（2016年4月配信開始、ビデオパス・テレ朝動画） - 新妻結花 役
- さいはてれび #3 MEDIOCRITY GIRLFRIEND（2017年2月13日15時00分 - 2018年2月12日23時59分、FOD）
- 山岸ですがなにか（2017年7月、Hulu） - 須藤冬美 役[107]
- 東京アリス（2017年8月 - 11月、Amazonプライム・ビデオ） - 沢村環 役
- さまぁ〜ずハウス 「兄の恋人」（2018年3月23日 - 、Amazonプライム・ビデオ） - 大山サチ 役
- Love or Not2（2018年10月5日 - 、FOD / dTV） - 松本あずさ 役[108][109]
- リーディングドラマ「シスター」第1回（2020年6月25日配信、PIA LIVE STREAM）[110]
- お前によろしく（2022年3月30日 - 、YouTube・TELASA） - 香台まりこ 役[111]
- トップギフト（2022年10月7日 - 、LINE NEWS VISION） - 西島友紀子 役
- 今際の国のアリス シーズン2 第6話（2022年12月、Netflix）‐ 大門妃納子 役
- 季節のない街（2023年8月9日 - 、ディズニープラス『スター』） - 半助の元彼女 役[112]
- REAL 恋愛殺人捜査班 第3話・第4話（2024年7月12日、FOD） - 君塚明奈 役[113]

### デジタル写真+ムービー作品集
- 佐津川愛美デジタル写真集『北品川二丁目』（2011年10月25日、irri撮影、ファンプラス・GザテレビジョンPLUS配信）

### その他のテレビ番組
- クイズ!家族でGO!!（2004年、毎日放送） - 次女 役[注 10]
- 東京暮らし静岡流〜もう泣かなくても大丈夫〜（2006年、静岡第一テレビ）
- よみきかせ 日本昔ばなし 第9回 「もぐらとかえる」（2006年、キッズステーション） - 朗読
- 恋する雑貨（NHK BSプレミアム）
  - カナダ「赤毛のアン」の雑貨たち（2013年8月12日）
  - 秋を彩る!カナディアンニット（2013年9月16日）
- 1Hセンス（2014年6月1日、フジテレビ）
- ザ・ドキュメンタリー「難病女子の闘い」（2014年12月20日、テレビ東京） - ナレーション
- 地球イチバン 地球最古のイーグルハンター（2015年１月29日、NHK） - 旅人
- 小泉今日子 50歳 ニューヨーク（2016年1月3日、テレビ朝日） - ナレーション

### ラジオドラマ
- FMシアター　マウンド（2005年12月17日、NHK-FM） - 千葉みゆき 役[114]
- FMシアター　青春快進撃号（2008年2月23日、NHK-FM） - 主演・水野凛子 役[115]
- 泣きたいときのクスリ2008　第7週「慶子の話」・第8 - 9週「綾の話」（2008年12月15日 - 31日、TOKYO FM） - 綾 役[116]
- ラジオ劇団『小さな奇跡』[注 11]（2009年、TOKYO FM） - 主演・セキネキョウコ 役他
- 貫地谷しほりのラジオ劇団・小さな奇跡 「もうすぐ春ですね」（2010年3月22日 - 25日、TOKYO FM） - 辛島由香 役
- LOVE=Platinum 恋愛パズル piece.10 - piece.11（2010年、TOKYO FM） - 主演・柴崎菜々 役
- 劇ラヂ！ライブ2014 「ビストロノザキ」（2014年11月2日、NHKラジオ第1） - 栗谷みはる 役[117]
- Wellith LIFE IS BEAUTIFUL（2015年4月1日 - 9月30日、J-WAVE） - 喜多眉 役
- FMシアター　僕の光（2018年9月8日、NHK-FM）[118]
- FMシアター　みそひともじシンドローム（2023年5月6日、NHK-FM） - 川嶋みゆき 役[119]
- FMシアター　山神家の森（2023年9月30日、NHK-FM） - 朱莉 役[120]

### 舞台
- 来来来来来 - 真野みちる 役
  - （2009年7月31日 - 8月16日、本多劇場）
  - （2009年8月18日、りゅーとぴあ）
  - （2009年8月21日・22日、サンケイホールブリーゼ）
  - （2009年8月25日、北九州芸術劇場）
- 飛び加藤〜幻惑使いの不惑の忍者〜 - 楓 役
  - （2012年6月10日 - 26日、シアタークリエ）
  - （2012年6月30日 - 7月1日、シアターBRAVA!）
  - （2012年7月3日、北國新聞赤羽ホール）
  - （2012年7月10日、福岡市民会館）
- 遭難、 - 石原 役
  - （2012年10月2日 - 23日、東京芸術劇場）
  - （2012年10月27日、まつもと市民芸術館）
  - （2012年11月2日 - 4日、ABCホール）
  - （2012年11月6日、北九州芸術劇場）
- ライチ☆光クラブ（2013年12月16日 - 24日、AiiA Theater Tokyo） - カノン 役[121]
- フレンド-今夜此処での一と殷盛り- - 宮地秋子 役[122]
  - （2014年9月26日 - 10月19日、東京グローブ座）
  - （2014年11月4日 - 11月9日、梅田芸術劇場）
- THE BAMBI SHOW 〜1st STAGE〜（2016年7月6日 - 10日、新宿村LIVE）
- 娼年 - 御堂咲良 役[123][124]
  - （2016年8月26日 - 9月4日、東京芸術劇場）
  - （2016年9月7日 - 9月11日、梅田芸術劇場）
  - （2016年9月14日 - 9月15日、久留米シティプラザ）
- 夜にて - 月子 役[125]
  - （2016年10月20日 - 30日、CBGKシブゲキ!!）
  - （2016年11月3日、盛岡劇場）
  - （2016年11月5日・6日、チームスマイル・いわきPIT）
- 野良女（2017年4月5日 - 9日、シアターサンモール） - 主演・鑓水清子 役[126][127]
- 泥棒役者
  - （2018年4月5日 - 10日、サンケイホールブリーゼ）
  - （2018年4月15日 - 5月11日、東京グローブ座）
- 実は素晴らしい家族ということを知ってほしい（2018年11月21日 - 28日、新宿シアターモリエール）[128]
- 掬う - 主演・ミズエ 役[129]
  - （2019年11月9日 - 17日、シアタートラム）
  - （2019年11月22・23日、穂の国とよはし芸術劇場PLAT）
  - （2019年11月29日 - 12月1日、HEP HALL）

### 朗読劇
- もしもキミが。 - 冬本麻樹 役
  - （2009年4月17日 - 4月25日、TOKYO FMホール）
  - （2010年2月5日 - 10日、原宿クエストホール）
  - （2011年4月22日 - 5月4日、俳優座劇場）
- 私の頭の中の消しゴム - 瀬田（高原）薫 役
  - 1st letter[注 12]（2010年6月2日・4日、ル テアトル銀座）
  - 3rd letter（2011年5月1日・7日、天王洲 銀河劇場）
  - 5th letter（2013年6月5日・8日、天王洲 銀河劇場）
  - 9th letter（2017年8月16日・19日、サンシャイン劇場）
- LOVE LETTERS〜2014 24th Anniversary〜（2014年8月2日、PARCO劇場） - メリッサ 役

### アニメーション・吹替
- やんやんマチコ（Webアニメ） - モモコ 役
  - 第6話 「新メニューやん?」（2012年12月）
  - 第8話 「ポトポトやん?」（2013年8月）

### MV
- ONE☆DRAFT 「アイヲクダサイ」（2009年）
- moumoon 「青い月とアンビバレンスな愛」（2009年）
- かりゆし58 「風のように」（2011年）
- K 「桐箪笥のうた」（2017年）

### イベント
- プロ野球 パ・リーグオールスター東西対抗 始球式（2006年、静岡県草薙総合運動場硬式野球場）
- 第20回全国生涯学習フェスティバル（まなびピアふくしま2008）総合開会式（2008年、福島県文化センター） - メインプログラム・ナビゲーター
- 女優・佐津川愛美特集 vol.1（2010年、ブリリア ショートショート シアター）
- 女優・佐津川愛美特集 vol.2（2010年、ブリリア ショートショート シアター）
- 佐津川愛美の個展#1（2012年、ホリプロGスクエア）[130]
- 佐津川愛美写真作品展#2（2013年、シネマート六本木）

### CM
- TOKAI 「TOKAIネットワーククラブ」
  - 「恋の邪魔者」篇（2005年）
  - 「うれしい悩み」篇（2005年）
  - 「ツイてない？」篇（2005年）
  - 「スポットライト」篇（2006年）
  - 「グーンとワイド」篇（2006年）
  - 「本場を探して」篇（2006年）
  - 「パソコンの叫び」篇（2007年）
  - 「懐かしい友達」篇（2007年）
  - 「思い出の場所」篇（2007年）
- 東京ガス 「ガス・パッ・チョ！『ピピッとコンロ・ガスツアー』篇」 - ツアーガイド役
  - 「ガスツアー清掃」篇（2009年11月18日 - 2010年11月6日）
  - 「ガスツアー便利」篇（2009年12月4日 - 2010年11月6日）
- 静岡県選挙管理委員会「第18回静岡県知事選挙」（2013年5月 - 6月） - 啓発イメージキャラクター
- 静岡新聞SBS 超ドS「静岡兄弟」篇（2016年7月 - ）

### 広告
- TOKAI 「TOKAIネットワーククラブ」 - ポスターモデル
  - 「TNC10周年記念キャンペーン」篇（2006年）
  - 「冬の湧くわくキャンペーン」篇（2006年）
  - 「いい夏残そう!キャンペーン」篇（2007年）
  - 「秋を満喫キャンペーン」篇（2007年）
  - 「冬のちょっとぜいたくキャンペーン」篇（2007年）
- 宣伝会議 「宣伝会議 コピーライター養成講座」（2011年7月） - ポスターモデル
- CACグループ（2013年2月 - ） - 特別広報担当

## 書籍

### 写真集
- 天使に出会った日（2003年8月10日、英知出版、撮影：若杉ケンジ）ISBN 978-4754215637[131]
- 中3少女写真集(ボム特別編集)（2004年3月23日、学習研究社、撮影：熊谷貫、編集：BOMB）ISBN 978-4054024434
- ラララ（2007年3月、ワニブックス、撮影：渡辺達生）ISBN 978-4847029974
- 北品川（2011年12月、ホリプロ）
- ほんわり（2011年12月、ホリプロ、撮影：佐津川愛美）
- ほんわり2012（2013年3月、ホリプロ、撮影：佐津川愛美）
- Alter Ego（2018年11月10日、ワニブックス、撮影：丸谷嘉長）ISBN 978-4847081743[132]

### 単行本
- リーディングドラマ 「もしもキミが。 」フォトシナリオブック 中尾明慶×佐津川愛美Ver.（2009年5月、ゴマブックス）ISBN 978-4777114146
- みんなで映画をつくってます（2024年10月、高崎映画祭／SDI総研）[133][134]

### 雑誌
- 週刊少年マガジン No.39（2006年8月30日発売）
- memew vol27、vol31

## 監督作品
- 七間町物語（2011年11月22日、テレビ静岡) - 静岡出身・在住の監督による「Life Again〜再生〜」をテーマにした3本のオムニバスドラマ[135]。
- SHE/LL（2017年） - 第30回東京国際映画祭「ミッドナイト・フィルム・フェス！」における「SHINPA vol.6 in Tokyo International Film Festival」に短編映画の監督として参加[136]。
- eill「shoujo」（2018年5月26日） - ミュージックビデオ[137][138]。
- 面倒くさい人 - YouTube（2020年5月3日公開、SHINPA 在宅映画制作 #3） - 監督・撮影・編集・出演[139]

## WEBマガジン
- 結局、自分が主人公。（2017年10月13日 - 、marble） - 連載